# Piper hermosanum
Piper hermosanum är en pepparväxtart som beskrevs av Truman George Yuncker. Piper hermosanum ingår i släktet Piper och familjen pepparväxter. Inga underarter finns listade i Catalogue of Life.